# Kazimierz Dullak
Kazimierz Dullak (ur. 8 sierpnia 1964 w Sierakowicach na Kaszubach) – polski ksiądz katolicki, doktor habilitowany, kapłan diecezji koszalińsko-kołobrzeskiej. W latach 2001–2009 oficjał Sądu Biskupiego w Koszalinie, kierownik Katedry Prawa Kanonicznego na Wydziale Teologicznym Uniwersytetu Szczecińskiego w Szczecinie. Od 2015 dziekan tego Wydziału.

## Życiorys
Po nauce w szkole średniej otrzymał świadectwo dojrzałości w Lęborku w 1983. W latach 1983–1990 odbył studia filozoficzno-teologiczne w Wyższym Seminarium Duchownym w Poznaniu i WSD Koszalin. Święcenia kapłańskie otrzymał 26 maja 1990 w koszalińskiej katedrze z rąk biskupa Ignacego Jeża. Objął obowiązki wikariusza w parafii Mariackiej w Szczecinku (do 1993). W tym samym czasie był kapelanem szczecineckiego szpitala oraz kontynuował studia na Papieskim Wydziale Teologicznym w Poznaniu. W latach 1993–2001 pracował jako notariusz i sędzia Sądu Biskupiego w Koszalinie. W 1995 obronił doktorat z teologii w zakresie prawa kanonicznego na PWT, następnie podjął podstawowe studia na Wydziale Prawa Kanonicznego Akademii Teologii Katolickiej i tam po obronie pracy magisterskiej napisał pod kierunkiem Wojciecha Góralskiego rozprawę doktorską, na podstawie której w 2001 uzyskał drugi doktorat. W 2008 odbył kolokwium habilitacyjne i nadano mu stopień naukowy doktora habilitowanego nauk prawnych w zakresie prawa kanonicznego. W następnym roku decyzją senatu Uniwersytetu Szczecińskiego 30 kwietnia 2009 otrzymał stanowisko profesora nadzwyczajnego US. Wcześniej, bo w 2007 otrzymał od Benedykta XVI honorowy tytuł kapelana Ojca św. – prałata.
Od stycznia 2010 jest promotorem Synodu Metropolitalnego Szczecińsko-Kamieńskiego.
W 2001 przejął obowiązki oficjała Sądu Biskupiego w Koszalinie od pierwszego w diecezji kapłana, który pełnił tę funkcję w latach 1979–2001 – ks. Józefa Jarnickiego. W tym samym roku został członkiem Stowarzyszenia Kanonistów Polskich oraz Rady Kapłańskiej diecezji koszalińsko-kołobrzeskiej.
Od 2005 adiunkt na Wydziale Teologicznym Uniwersytetu Szczecińskiego w Szczecinie, następnie profesor nadzwyczajny na tym Wydziale i kierownik Katedry Prawa Kanonicznego. Członek senackiej komisji prawnej US.

## Wybrane publikacje
- Podstawy prawno-organizacyjne diecezji koszalińsko-kołobrzeskiej, Koszalin 1996
- Problem odnowy życia sakramentalnego wiernych w świetle ustawodawstwa synodalnego w Polsce w latach 1983–1999, Warszawa 2001
- Urząd administratora diecezji koszalińsko-kołobrzeskiej, Koszalin 2006
- Ecclesia semper reformanda. Zjawisko synodalności w Polsce po Soborze Watykańskim II, Szczecin 2007